# Bien tirada está
Il est bien tiré
L'eau-forte Bien tirada está (en français Il est bien tiré,) est une gravure de la série Los caprichos du peintre espagnol Francisco de Goya. Elle porte le numéro dix-sept dans la série des 80 gravures. Elle a été publiée en 1799.

## Interprétations de la gravure
Il existe divers manuscrits contemporains qui expliquent les planches des Caprichos. Celui qui se trouve au Musée du Prado est considéré comme un autographe de Goya, mais semble plutôt chercher à dissimuler et à trouver un sens moralisateur qui masque le sens plus risqué pour l'auteur. Deux autres, celui qui appartient à Ayala et celui qui se trouve à la Bibliothèque nationale, soulignent la signification plus décapante des planches.
- Explication de cette gravure dans le manuscrit du Musée du Prado :
Oh! la tía Curra no es tonta. Bien sabe ella lo que conviene que las medias vayan bien estiraditas.
(Oh ! la « tia » Curra n'est pas folle. Elle sait bien elle qu'il convient que les bas soient bien tirés)[4].

- Manuscrit de Ayala :
No puede haber cosa más tirada por los suelos que una ramera. Bien sabe la tía Curra lo que conviene estirar las medias.
(Il ne peut y avoir de chose mieux « tirée » ici bas qu'une prostituée. Elle le sait bien la « tia » Curra qu'il convient que les bas soient bien tirés)[4].

- Manuscrit de la Bibliothèque nationale :
Una prostituta se estira la media por enseñar su bella pierna, y no hay cosa mas tirada por los suelos que ella.
(Une prostituée étire son bas pour montrer sa belle jambe, et il n'y a pas de chose mieux « tirée » ici bas qu'elle)[4].

Le titre cache un double sens, faisant référence simultanément au bas et à la prostituée, les deux étant « bien tirés ». Baudelaire a fait allusion à cette gravure dans Les Phares, dans Les Fleurs du mal et dans son article sur Goya, réfléchissant sur ce qu'il appelle le sabbat de la civilisation: les blanches et sveltes espagnoles qui se lavent et s'arrangent avec de vieilles éternelles pour le sabbat et pour la prostitution de la nuit.

## Technique de la gravure
La conception de cette planche a été lente et Goya a réalisé trois dessins préparatoires (ici, on n'en montre que deux). Dans le dessin initial (lavis à l'encre de Chine : « Joven estirándose la media ») de l'Album A la fille est seule étirant le bas à côté d'une bassine, qui bientôt sera remplacée par un brasero (qui apparaît dans d'autres gravures). La planche mesure 172 × 100 mm. Le second dessin préparatoire est une sanguine avec des traces de crayon noir qui mesure 204 × 145 mm. Elle porte le nombre 31 dans le coin inférieur gauche et au verso dans la marge supérieure 52.
Le dernier dessin préparatoire présente des marques évidentes qu'il a été humidifié pour le décalquer sur la planche et c'est pour cette raison qu'il se trouve aussi détérioré. Il porte le nombre 31 dans le coin inférieur gauche.
Scène de routine dont se sert Goya pour opposer une belle prostituée, en pleine lumière, à la vieille duègne qui lui fait la leçon. La prostitution était très habituelle à l'époque de Goya.
Goya emploie l'eau-forte, l'aquatinte et le burin. La planche est conservée dans un bon état avec l'aquatinte affaiblie.
L'estampe mesure 215 × 151 mm sur une feuille de papier de 306 × 201 mm. Dans la marge supérieure à droite : 17.

## Catalogue
- Numéros de catalogue G02105 (don du 5 décembre 1991) et G05600 (acheté le 27 mai 2009) au Musée du Prado.
- Numéro de catalogue du premier dessin préparatoire D04186 au Musée du Prado.
- Numéro de catalogue du second dessin préparatoire D04186 au Musée du Prado.
- Numéro de catalogue 51-1-10-17 au Musée Goya de Castres.
- Numéros de catalogue ark:/12148/btv1b84517391.r, ark:/12148/btv1b8451740p.r et ark:/12148/btv1b8451738m.r de l'estampe chez Gallica.